# Luis Fernán Cisneros
Luis Fernán Cisneros Bustamante (París, 22 de noviembre de 1882-Lima, 17 de marzo de 1954) fue un periodista, poeta, político y diplomático peruano. Fue director del diario La Prensa (Lima) y miembro numerario de la Academia Peruana de la Lengua.

## Biografía
Fue hijo del poeta y diplomático Luis Benjamín Cisneros y de Cristina Bustamante y Álvarez.
Nació en París, donde su padre se hallaba desempeñando una comisión. Establecido en Lima, estudió en el colegio de Pedro Labarthe. En 1899 ingresó a la Universidad Mayor de San Marcos pero simultáneamente se inició en el periodismo, que finalmente absorbió toda su atención.
Se convirtió en redactor del diario El Tiempo, uno de los más importantes de la capital peruana, donde redactó crónicas rimadas con intención satírica (1901-1902).
Luego pasó al diario El Redondel (1902-1903) y se contó entre los primeros redactores del diario La Prensa, fundado en 1903, donde hizo célebre su columna de comentarios políticos titulada «Ecos», que tuvo gran influencia en la opinión pública.
Aunque admirador del caudillo Nicolás de Piérola (cuyo partido se denominada Demócrata), nunca se puso al servicio de un partido o de un candidato político, y permaneció independiente a lo largo de su carrera periodística. Atacó con hostilidad a los diversos gobiernos que se sucedieron en el periodo conocido como la República Aristocrática, hasta el Oncenio de Augusto B. Leguía.
En 1905 pasó a ser director de la revista Actualidades. En 1906 volvió a la redacción de La Prensa. El director de este diario en ese entonces era su tío Alberto Ulloa Cisneros, quien, acusado de apoyar la frustrada revolución de Augusto Durand de 1908, fue apresado y desterrado. Cisneros lo reemplazó transitoriamente en la dirección del diario, que sufrió una clausura temporal. El mismo escenario se presentó tras la intentona golpista de los Piérola contra el gobierno de Leguía, en mayo de 1909. En esta ocasión, el mismo Cisneros sufrió prisión política.
En 1910 dirigió el diario El País. De mayo a junio de 1915 asumió nuevamente la dirección de La Prensa, a raíz de un nuevo destierro de Alberto Ulloa, esta vez por el primer gobierno de Óscar R. Benavides.
Cuando Augusto Durand compró La Prensa en 1916, Cisneros pasó a la redacción del diario El Comercio como cronista parlamentario (1917-1919).  Por entonces, fundó y dirigió el diario El Perú, de vida fugaz (1916-1917), y colaboró en las revistas Don Lunes (1917) y Hogar (1919-1921).
En mayo de 1918, ante la insistencia de Durand, volvió a la redacción de La Prensa, donde reinició su célebre columna «Ecos».  En septiembre de 1919, asumió la dirección del diario, en pleno segundo gobierno de Augusto B. Leguía, llamado después el Oncenio. A través de las páginas de La Prensa inició una campaña contra dicho gobierno, cuya inclinación dictatorial era evidente. En respuesta, los partidarios de Leguía azuzaron a las turbas para que asaltaran el local de impresión del diario, que fue incendiado en septiembre de 1919.
Cisneros fue apresado en marzo de 1921 y confinado en la isla San Lorenzo, pero la protesta de la juventud universitaria, incitada por el intelectual Víctor Andrés Belaunde, obligó a Leguía a ponerlo en libertad.
A instancias de Cisneros, Belaunde pronunció una conferencia en la universidad de San Marcos, en defensa de los perseguidos políticos y de la justicia. Los esbirros del gobierno trataron de impedirla, pero fueron repelidos por los estudiantes. Belaunde y Cisneros, acusados de sedición, fueron perseguidos. La Prensa fue expropiada por el gobierno. En la clandestinidad, Cisneros intentó editar La Prensa auténtica para combatir la apócrifa, pero el gobierno incautó la edición. Poco después, junto con Belaunde, fue capturado y desterrado a Panamá.
Luego de una breve actividad periodística  en Guayaquil y Panamá, Cisneros se instaló en Buenos Aires, donde se convirtió en uno de los redactores del diario La Nación, en el que creó y organizó su archivo (1922-1933).
También trabajó como profesor de Literatura y Castellano Superior en el Instituto Nacional del Profesorado Secundario en Buenos Aires (1924-1933). Durante este destierro argentino creció su hijo Luis Jaime Cisneros (nacido en Lima, en mayo de 1921), que luego fue un destacado lingüista y catedrático.
En 1931 regresó al Perú para apoyar la candidatura de José María de la Jara y Ureta a la presidencia de la República.
En 1933 dejó la política y el periodismo y pasó a desenvolver una carrera diplomática. Fue ministro plenipotenciario en Uruguay (1933-1939), embajador en México (1939-1945) y en Brasil (1945-1951). De vuelta en Lima, obtuvo su jubilación.
Falleció en Lima, en marzo de 1954 debido a un infarto. Fue enterrado en el Cementerio Presbítero Matías Maestro.

## Obras

### Poesía
- Todo, todo es amor (1923, 1924, 1933), poesía sentimental y erótica, de corte neorromántico, que alcanzó gran popularidad.
- La sugestión de la sonrisa (1927).

Se hizo muy popular su «Canto a Santa Rosa», así como su elegía por la muerte de Jorge Chávez.

### Prosa
- Mi poeta favorito y un poeta más (1921), análisis de la obra lírica de su padre, el poeta romántico Luis Benjamín Cisneros.[1]
- Cinco discursos sobre nuestro tiempo (Montevideo, 1940).

Planeó publicar en uno o más volúmenes una selección de sus artículos de su columna «Ecos» que publicara en La Prensa y El Perú, que debía titularse Vecinos contra vecinos.  Dicho trabajo periodístico, enfocado a comentar la actualidad política que cubre el periodo que va de 1904 a 1921, se cuenta sin duda entre lo mejor que su pluma nos ha legado. Mucha de su producción se halla todavía dispersa en diversos diarios y revistas.